# منتخب فرنسا تحت 19 سنة لكرة القدم للسيدات
منتخب فرنسا تحت 19 سنة لكرة القدم للسيدات (بالفرنسية: Équipe de France féminine de football des moins de 19 ans)‏ هو ممثل فرنسا الرسمي في المنافسات الدولية في كرة القدم في فئة تحت 19 سنة للسيدات، يديريه اتحاد فرنسا لكرة القدم.